# Фріц Дітріх
Фріц Марія Йозеф Дітріх (нім. Fritz Maria Josef Dietrich; іноді також Еміль Дітріх; нар. 6 серпня 1898, Лавароне, Тіроль, Австро-Угорщина — пом. 22 жовтня 1948, Ландсберзька в'язниця, Ландсберг-ам-Лех, Німеччина) — австрійський оберштурмбанфюрер СС і член НСДАП, начальник СС і поліції в Лієпаї, начальник поліції Саарбрюкені.

## Життєпис
Народився 6 серпня 1898 року в Лавароне (нині територія Італії). Закінчив школу, брав участь у Першій світовій війні. Після війни здобув докторський ступінь з хімії.
З 1930 року виконував спеціальні завдання НСДАП і був провідним учасником липневого путчу в Штирії в 1934 році. З 1935 по 1936 рік працював в імперському керівництві НСДАП. 1 травня 1933 року вступив до НСДАП (№ 2 674 343), а 7 травня 1936 — до СС (№ 280 034).
З кінця 1936 року працював у службі безпеки рейхсфюрера СС (СД) спочатку як керівник штабу в Мюнстері та Мюнхені, а потім як керівник підрозділу в Саарбрюкені. Наприкінці 1939 року Дітріх був звільнений із СД внаслідок розслідування проти нього щодо розтрат. У вересні 1941 року отримав звання оберштурмбаннфюрера СС.
З вересня 1941 року по листопад 1943 року служив місцевим начальником СС і поліції в Лієпаї в Латвії. Підрозділи поліції під його командуванням здійснили низку масових вбивств цивільного населення, здебільшого єврейської національності. Найбільше з масових убивств в Лієпаї відбувалася протягом трьох днів з 15 по 17 грудня 1941 року. Дітріх запровадив комендантську годину для євреїв у Лієпаї 12 грудня 1941 року як підготовчий захід до різанини. 13 грудня газета Kurzemes Vārds опублікувала наказ Дітріха, який вимагав від усіх євреїв міста залишатися у своїх помешканнях у понеділок, 15 грудня, та 16 грудня 1941 року, полегшуючи таким чином проведення операцій з вбивства населення.
31 грудня 1941 року Вольфганг Кюглер, командир підкомандування айнзатцгрупи А, повідомив Дітріху, що 2731 єврея і 23 комуністів було вбито.
З квітня 1944 року виконуючий обов'язки, а з липня офіційно начальник поліції Саарбрюккена. Крім того, одночасно обіймав посади в Саарбрюккені як бойовий командир, командувач Вермахту, голова військового трибуналу і начальник громадської повітряної служби. Влітку 1944 року Дітріх особисто отримав від Юрґена Штропа усний «наказ щодо льотчиків», який передбачав убивство американських і британських пілотів. У липні—серпні 1944 року наказав розстріляти загалом сім полонених льотчиків. Пілотів доправили з в'язниць у Мальштатті, Бурбаху і Нойнкірхені і вбили в лісі під приводом «втечі». В одному випадку людина вижила, була важко поранена і знайдена наступного ранку. Дітріх наказав умертвити його ін'єкцією, але цього не вдалося зробити. Тоді цей пілот був також розстріляний. У листопаді 1944 року був нагороджений Хрестом «За військові заслуги» I-го класу з мечами.
Після закінчення війни Дітріх був поміщений у табір для інтернованих. 30 червня 1947 року йому і сімом іншим обвинуваченим під час процесу у справі льотчиків були пред'явлені звинувачення американським військовим трибуналом. Дітріх стверджував, що нібито не тільки не отримував і не передавав «наказ щодо льотчиків», а навіть і не чув про це і не наказував їх убивати. 30 липня 1947 року за його участь у вбивстві пілотів було засуджено до смертної кари через повішення. 22 жовтня 1948 року вирок був приведений у виконання в Ландсберзькій в'язниці.